# Jim Kirkland
James William Kirkland (sinh ngày 30 tháng 10 năm 1946) là một cầu thủ bóng đá chuyên nghiệp người Anh thi đấu ở vị trí hậu vệ trái.